# Населення Уганди
Населення Уганди. Чисельність населення країни 2015 року становила 37,101 млн осіб (36-те місце у світі). Оцінка кількості населення цієї держави враховує ефекти зайвої смертності через захворювання на СНІД. Чисельність угандійців стабільно збільшується, народжуваність 2015 року становила 43,79 ‰ (3-тє місце у світі), смертність — 10,69 ‰ (36-те місце у світі), природний приріст — 3,24 % (5-те місце у світі) . 

## Природний рух

### Відтворення
Народжуваність у Уганді, станом на 2015 рік, дорівнює 43,79 ‰ (3-тє місце у світі). Коефіцієнт потенційної народжуваності 2015 року становив 5,89 дитини на одну жінку (5-те місце у світі). Рівень застосування контрацепції 30 % (станом на 2011 рік). Середній вік матері при народженні першої дитини становив 19,3 року, медіанний вік для жінок — 20—24 роки (оцінка на 2011 рік).
Смертність у Уганді 2015 року становила 10,69 ‰ (36-те місце у світі).
Природний приріст населення в країні 2015 року становив 3,24 % (5-те місце у світі).

### Вікова структура

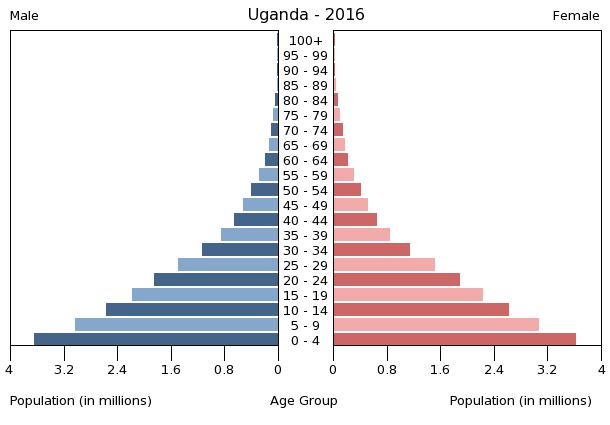
Віково-статева піраміда населення Уганди, 2016 рік

Середній вік населення Уганди становить 15,7 року (228-ме місце у світі): для чоловіків — 15,6, для жінок — 15,8 року. Очікувана середня тривалість життя 2015 року становила 54,93 року (211-те місце у світі), для чоловіків — 53,54 року, для жінок — 56,36 року.
Вікова структура населення Уганди, станом на 2015 рік, мала такий вигляд:
- діти віком до 14 років — 48,47 % (8 966 494 чоловіки, 9 015 301 жінка);
- молодь віком 15—24 роки — 21,16 % (3 892 004 чоловіки, 3 958 998 жінок);
- дорослі віком 25—54 роки — 25,91 % (4 808 534 чоловіки, 4 803 040 жінок);
- особи передпохилого віку (55—64 роки) — 2,43 % (431 112 чоловіків, 470 359 жінок);
- особи похилого віку (65 років і старіші) — 2,04 % (332 724 чоловіки, 423 178 жінок)[1].

### Шлюбність— розлучуваність
Середній вік, коли чоловіки беруть перший шлюб, дорівнює 22,4 року, жінки — 18,2 року, загалом — 20,3 року (дані за 2011 рік).

## Розселення
Густота населення країни 2015 року становила 195,3 особи/км² (77-ме місце у світі).

### Урбанізація
Уганда низькоурбанізована країна. Рівень урбанізованості становить 16,1 % населення країни (станом на 2015 рік), темпи зростання частки міського населення — 5,43 % (оцінка тренду за 2010—2015 роки).
Головні міста держави: Кампала (столиця) — 1,936 млн осіб (дані за 2015 рік).

### Міграції
Річний рівень еміграції 2015 року становив 0,74 ‰ (143-тє місце у світі). Цей показник не враховує різниці між законними і незаконними мігрантами, між біженцями, трудовими мігрантами та іншими.

#### Біженці й вимушені переселенці
Станом на 2016 рік, в країні постійно перебуває 292,3 тис. біженців з Південного Судану, 201,6 тис. з Демократичної Республіки Конго, 40,44 з Бурунді, 29,37 з Сомалі, 15,09 тис. з Руанди. У той самий час у країні, станом на 2015 рік, залишається 30,0 тис. з 1,8 млн внутрішньо переміщених осіб з півночі через збройне протистояння урядових загонів і угрупованням Божа Повстанська армія 2011 року.
Уганда є членом Міжнародної організації з міграції (IOM).

## Расово-етнічний склад
| Етнічний склад (2002 рік) | Етнічний склад (2002 рік) | Етнічний склад (2002 рік) | Етнічний склад (2002 рік) | Етнічний склад (2002 рік) |
| ------------------------- | ------------------------- | ------------------------- | ------------------------- | ------------------------- |
| Етнос:                    |                           |                           | Відсоток:                 |                           |
| баганда                   | баганда                   |                           | 16.9%                     | 16.9%                     |
| баньянколе                | баньянколе                |                           | 9.5%                      | 9.5%                      |
| басога                    | басога                    |                           | 8.4%                      | 8.4%                      |
| бакіга                    | бакіга                    |                           | 6.9%                      | 6.9%                      |
| ітесо                     | ітесо                     |                           | 6.4%                      | 6.4%                      |
| лангі                     | лангі                     |                           | 6.1%                      | 6.1%                      |
| ачолі                     | ачолі                     |                           | 4.7%                      | 4.7%                      |
| багісу                    | багісу                    |                           | 4.6%                      | 4.6%                      |
| лугбара                   | лугбара                   |                           | 4.2%                      | 4.2%                      |
| буньоро                   | буньоро                   |                           | 2.7%                      | 2.7%                      |
| інші                      | інші                      |                           | 29.6%                     | 29.6%                     |

Головні етноси країни: баганда — 16,9 %, баньянколе — 9,5 %, басога — 8,4 %, бакіга — 6,9 %, ітесо — 6,4 %, лангі — 6,1 %, ачолі — 4,7 %, багісу — 4,6 %, лугбара — 4,2 %, буньоро — 2,7 %, інші — 29,6 % населення (згідно з даними перепису 2002 року).

## Мови
| Мови Уганди (2015 рік) | Мови Уганди (2015 рік) | Мови Уганди (2015 рік) | Мови Уганди (2015 рік) | Мови Уганди (2015 рік) |
| ---------------------- | ---------------------- | ---------------------- | ---------------------- | ---------------------- |
| Мова:                  |                        |                        | Відсоток:              |                        |
| англійська             | англійська             |                        | %                      | %                      |
| луганда                | луганда                |                        | %                      | %                      |
| суахілі                | суахілі                |                        | %                      | %                      |
| арабська               | арабська               |                        | %                      | %                      |
| інші                   | інші                   |                        | %                      | %                      |

Офіційна мова: англійська. Інші поширені мови: луганда (група банту), нігеро-конголезькі, нілото-сахарські, суахілі, арабська.

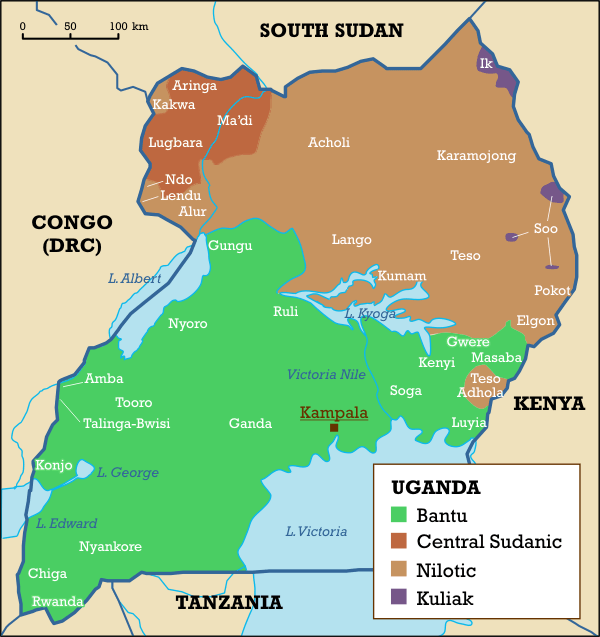
Етнолінгвістична мапа (англ.)

## Релігії
| Релігії в Уганді (2002 рік) | Релігії в Уганді (2002 рік) | Релігії в Уганді (2002 рік) | Релігії в Уганді (2002 рік) | Релігії в Уганді (2002 рік) |
| --------------------------- | --------------------------- | --------------------------- | --------------------------- | --------------------------- |
| Віросповідання:             |                             |                             | Відсоток:                   |                             |
| католики                    | католики                    |                             | 41.9%                       | 41.9%                       |
| протестанти                 | протестанти                 |                             | 42%                         | 42%                         |
| мусульмани                  | мусульмани                  |                             | 12.1%                       | 12.1%                       |
| інші                        | інші                        |                             | 3.1%                        | 3.1%                        |
| атеїсти                     | атеїсти                     |                             | 0.9%                        | 0.9%                        |

Головні релігії й вірування, які сповідує, і конфесії та церковні організації, до яких відносить себе населення країни: римо-католицтво — 41,9 %, протестантизм — 42 % (англіканство — 35,9 %, п'ятидесятництво — 4,6 %, адвентизм — 1,5 %), іслам — 12,1 %, інші — 3,1 %, не сповідують жодної — 0,9 % (згідно з офіційним переписом 2002 року).

## Освіта
Рівень письменності 2015 року становив 78,4 % дорослого населення (віком від 15 років): 85,3 % — серед чоловіків, 71,5 % — серед жінок.
Державні витрати на освіту становлять 2,2 % ВВП країни, станом на 2013 рік (131-ше місце у світі). Середня тривалість освіти становить 10 років, для хлопців — до 10 років, для дівчат — до 10 років (станом на 2011 рік).

## Охорона здоров'я
Забезпеченість лікарями в країні на рівні 0,12 лікаря на 1000 мешканців (станом на 2005 рік). Забезпеченість лікарняними ліжками в стаціонарах — 0,5 ліжка на 1000 мешканців (станом на 2010 рік). Загальні витрати на охорону здоров'я 2014 року становили 7,2 % ВВП країни (58-ме місце у світі).
Смертність немовлят до 1 року, станом на 2015 рік, становила 59,21 ‰ (21-ше місце у світі); хлопчиків — 68,39 ‰, дівчаток — 49,75 ‰. Рівень материнської смертності 2015 року становив 343 випадків на 100 тис. народжень (37-ме місце у світі).
Уганда входить до складу ряду міжнародних організацій: Міжнародного руху (ICRM) і Міжнародної федерації товариств Червоного Хреста і Червоного Півмісяця (IFRCS), Дитячого фонду ООН (UNISEF), Всесвітньої організації охорони здоров'я (WHO).

### Захворювання
Потенційний рівень зараження інфекційними хворобами в країні дуже високий. Найпоширеніші інфекційні захворювання: діарея, гепатит А і Е, черевний тиф, малярія, гарячка денге, трипаносомоз (сонна хвороба), шистосомози, сказ (станом на 2016 рік).
2014 року зареєстровано 1,48 млн тис. хворих на СНІД (7-ме місце у світі), це 7,25 % населення в репродуктивному віці 15—49 років (10-те місце у світі). Смертність 2014 року від цієї хвороби становила 32,9 тис. осіб (10-те місце у світі).
Частка дорослого населення з високим індексом маси тіла 2014 року становила 3,9 % (167-ме місце у світі); частка дітей віком до 5 років зі зниженою масою тіла становила 14,1 % (оцінка на 2011 рік). Ця статистика показує як власне стан харчування, так і наявну/гіпотетичну поширеність різних захворювань.

### Санітарія
Доступ до облаштованих джерел питної води 2015 року мало 95,5 % населення в містах і 75,8 % в сільській місцевості; загалом 79 % населення країни. Відсоток забезпеченості населення доступом до облаштованого водовідведення (каналізація, септик): в містах — 28,5 %, в сільській місцевості — 17,3 %, загалом по країні — 19,1 % (станом на 2015 рік). Споживання прісної води, станом на 2005 рік, дорівнює 0,32 км³ на рік, або 12,31 тонни на одного мешканця на рік: з яких 41 % припадає на побутові, 16 % — на промислові, 43 % — на сільськогосподарські потреби.

## Соціально-економічне положення
Співвідношення осіб, що в економічному плані залежать від інших до осіб, працездатного віку (15—64 роки) загалом становить 102,3 % (станом на 2015 рік): частка дітей — 97,3 %; частка осіб похилого віку — 5 %, або 19,9 потенційно працездатного на 1 пенсіонера. Загалом ці показники характеризують рівень потреби державної допомоги в секторах освіти, охорони здоров'я і пенсійного забезпечення, відповідно. За межею бідності 2013 року перебувало 19,7 % населення країни. 
Розподіл доходів домогосподарств в країні має такий вигляд: нижній дециль — 2,4 %, верхній дециль — 36,1 % (станом на 2009 рік).
Станом на 2012 рік, у країні 32,1 млн осіб не має доступу до електромереж; 15 % населення має доступ, у містах цей показник дорівнює 55 %, у сільській місцевості — 7 %. Рівень проникнення інтернет-технологій низький. Станом на липень 2015 року в країні налічувалось 7,131 млн унікальних інтернет-користувачів (57-ме місце у світі), що становило 19,2 % загальної кількості населення країни.

### Трудові ресурси
Загальні трудові ресурси 2015 року становили 18,58 млн осіб (32-ге місце у світі). Зайнятість економічно активного населення у господарстві країни розподіляється таким чином: аграрне, лісове і рибне господарства — 40 %; промисловість і будівництво — 10 %; сфера послуг — 50 % (станом на 2015 рік). 117,2 тис. дітей у віці від 5 до 17 років (25 % загальної кількості) 2010 року були залучені до дитячої праці. Безробіття 2013 року дорівнювало 9,4 % працездатного населення серед молоді у віці 15—24 років ця частка становила 2,6 %, серед юнаків — 2 %, серед дівчат — 3,2 % (125-те місце у світі).

## Кримінал

### Торгівля людьми
Згідно зі щорічною доповіддю про торгівлю людьми (англ. Trafficking in Persons Report) Управління з моніторингу та боротьби з торгівлею людьми Державного департаменту США, уряд Уганди докладає значних зусиль у боротьбі з явищем примусової праці, сексуальної експлуатації, незаконною торгівлею внутрішніми органами, але законодавство відповідає мінімальним вимогам американського закону 2000 року щодо захисту жертв (англ. Trafficking Victims Protection Act’s) не повною мірою, країна перебуває у списку другого рівня.

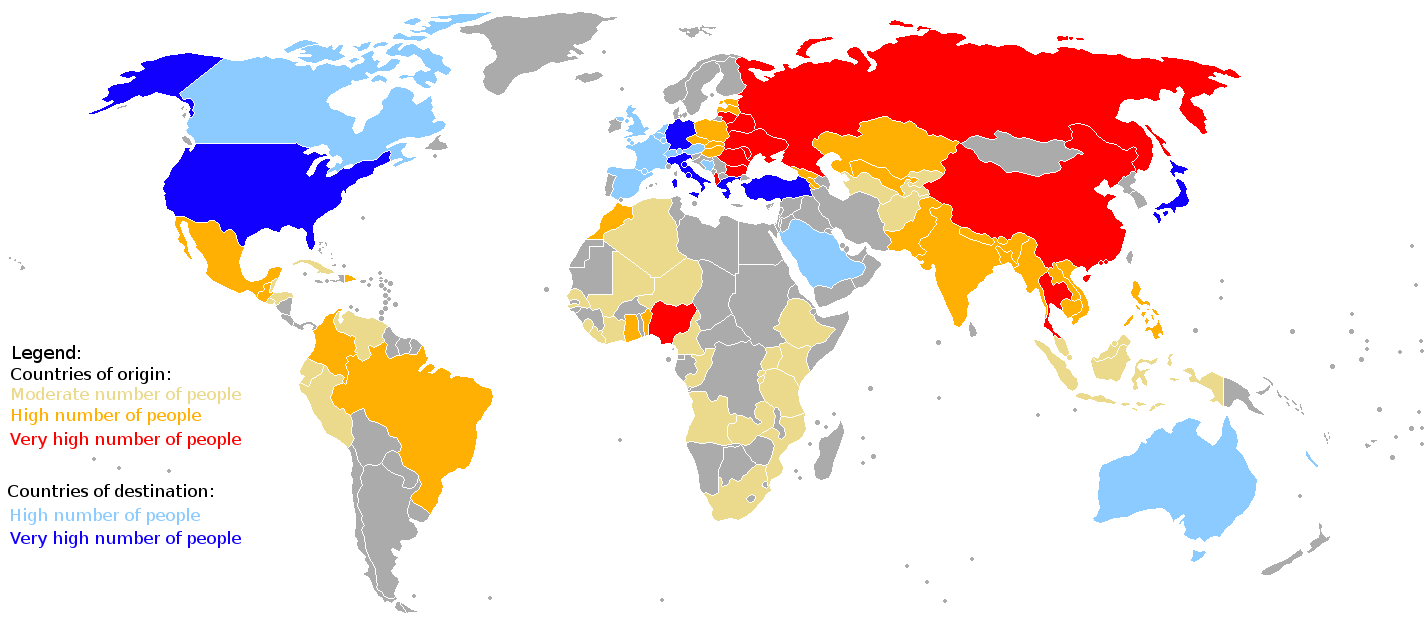
Країни-донори (червоний) і країни-реципієнти кримінальних потоків  (англ.)
Глобальна боротьба з торгівлею людьми (англ.)

## Гендерний стан
Статеве співвідношення (оцінка 2015 року):
- при народженні — 1,03 особи чоловічої статі на 1 особу жіночої;
- у віці до 14 років — 1 особи чоловічої статі на 1 особу жіночої;
- у віці 15—24 років — 0,98 особи чоловічої статі на 1 особу жіночої;
- у віці 25—54 років — 1 особи чоловічої статі на 1 особу жіночої;
- у віці 55—64 років — 0,92 особи чоловічої статі на 1 особу жіночої;
- у віці за 64 роки — 0,79 особи чоловічої статі на 1 особу жіночої;
- загалом — 0,99 особи чоловічої статі на 1 особу жіночої[1].

## Демографічні дослідження
Демографічні дослідження в країні ведуться рядом державних і наукових установ:

### Українською
- Атлас. 10—11 клас. Економічна і соціальна географія світу / упорядники :  О. Я. Скуратович, Н. І. Чанцева. — К. : ДНВП «Картографія», 2010. — ISBN 978-966-475-639-3.
- Атлас світу / голов. ред. І. С. Руденко ; зав. ред. В. В. Радченко ; відп. ред. О. В. Вакуленко. — К. : ДНВП «Картографія», 2005. — 336 с. — ISBN 9666315467.
- Безуглий В. В. Економічна і соціальна географія зарубіжних країн : Навчальний посібник. — К. : ВЦ «Академія», 2007. — 704 с. — ISBN 978-966-580-239-6.
- Безуглий В. В., Козинець С. В. Регіональна економічна і соціальна географія світу : Навчальний посібник. — видання 2-ге, доп., перероб. — К. : ВЦ «Академія», 2007. — 688 с. — ISBN 966-580-144-9.
- Головченко В. І., Кравчук О. Країнознавство: Азія, Африка, Латинська Америка, Австралія і Океанія. — К., 2006. — 335 с. — ISBN 966-8939-04-2.
- Гудзеляк І. І. Географія населення: Навчальний посібник / І. Гудзеляк. — Л. : Видавничий центр ЛНУ імені Івана Франка, 2008. — 232 с. — ISBN 978-966-613-599-8.
- Дахно І. І. Країни світу: Енциклопедичний довідник / І. І. Дахно, С. М. Тимофієв. — К. : Мапа, 2011. — 606 с. — (Бібліотека нового українця) — ISBN 978-966-8804-23-6.
- Дахно І. І. Економічна географія зарубіжних країн : навчальний посібник. — К. : Центр учбової літератури, 2014. — 319 с. — ISBN 978-611-01-0682-5.
- Джаман В. О. Регіональні системи розселення: демографічні аспекти. — Чернівці : Рута, 2003. — 392 с. — ISBN 9665685988.
- Дорошенко Л. С. Демографія: Навчальний посібник. — К. : МАУП, 2005. — 112 с. — ISBN 966-608-442-2.
- Дубович І. А. Країнознавчий словник-довідник. — 5-те вид., перероб. і доп. — К. : Знання, 2008. — 839 с. — ISBN 978-966-346-330-8.
- Економічна і соціальна географія країн світу. Навчальний посібник / За ред. Кузика С. П. — Л. : Світ, 2002. — 672 с. — ISBN 966-603-178-7.
- Загальна медична географія світу / В. О. Шевченко [та ін.] — К. : [б.в.], 1998. — 178 с.
- Книш М. М., Мамчур О. І. Регіональна економічна і соціальна географія світу (Латинська Америка та Карибські країни, Африка, Азія, Океанія) : навч. посіб. — Л. : ЛНУ ім. Івана Франка, 2013. — 368 с. — ISBN 978-617-10-0007-0.
- Крисаченко В. С. Динаміка населення: Популяційні, етнічні та глобальні виміри. — К. : Видавництво Національного інституту стратегічних досліджень, 2005. — 368 с. — ISBN 966-554-083-1.
- Любіцева О. О., Мезенцев К. В., Павлов С. В. Географія релігій. — К. : АртЕК, 1999. — 504 с. — ISBN 966-505-006-0.
- Масляк П. О. Країнознавство. — К. : Знання, 2007. — 292 с. — (Вища освіта XXI століття)
- Масляк П. О., Дахно І. І. Економічна і соціальна географія світу / П. О. Масляк, І. І. Дахно ; за ред. П. О. Масляка. — К. : Вежа, 2003. — 280 с. — ISBN 966-7091-53-8.

### Російською
- (рос.) Уганда // Демографический энциклопедический словарь / главн. ред. Валентей Д. И. — М. : Советская энциклопедия, 1985. — 608 с.
- (рос.) Уганда // Африка: энциклопедический справочник [в 2-х тт.] / гл. ред. А. Громыко. — М. : Советская энциклопедия, 1987. — Т. 2. — 671 с.
- (рос.) Уганда // Страны и народы. Африка. Восточная и Южная Африка / Редкол. : М. Б. Горнунг, Г. Б. Старушенко (отв. ред.) и др. — М. : «Мысль», 1981. — 269 с. — (Страны и народы) — 180 тис. прим.
- (рос.) Атлас народов мира / Отв. ред. С. И. Брук и В. С. Апенченко. — М. : ГУГК ГГК СССР и Институт этнографии им. Н. Н. Миклухо-Маклая АН СССР, 1964. — 185 с. — 20 тис. прим.
- (рос.) Численность и расселение народов мира. Этнографические очерки / под ред. С. И. Брука. — М. : Издательство АН СССР, 1962. — 487 с.
- (рос.) Лаппо Г. М. География городов: Учебное пособие для географических факультетов вузов. — М. : Туманит, изд. центр ВЛАДОС, 1997. — 476 с. — ISBN 5-691-00047-0.
- (рос.) Ягельский А. География населения. — М. : Прогресс, 1980. — 383 с.